# Lin Ming-hsuan
Lin Ming-hsuan (ur. 6 czerwca 1988) – tajwański zapaśnik w stylu klasycznym. Zajął 21 miejsce na mistrzostwach świata w 2011. Zdobył brązowy medal na mistrzostwach Azji w 2009. Trzeci na mistrzostwach Azji juniorów w 2007 roku.